# Таймлесс 2: Сапфировая книга

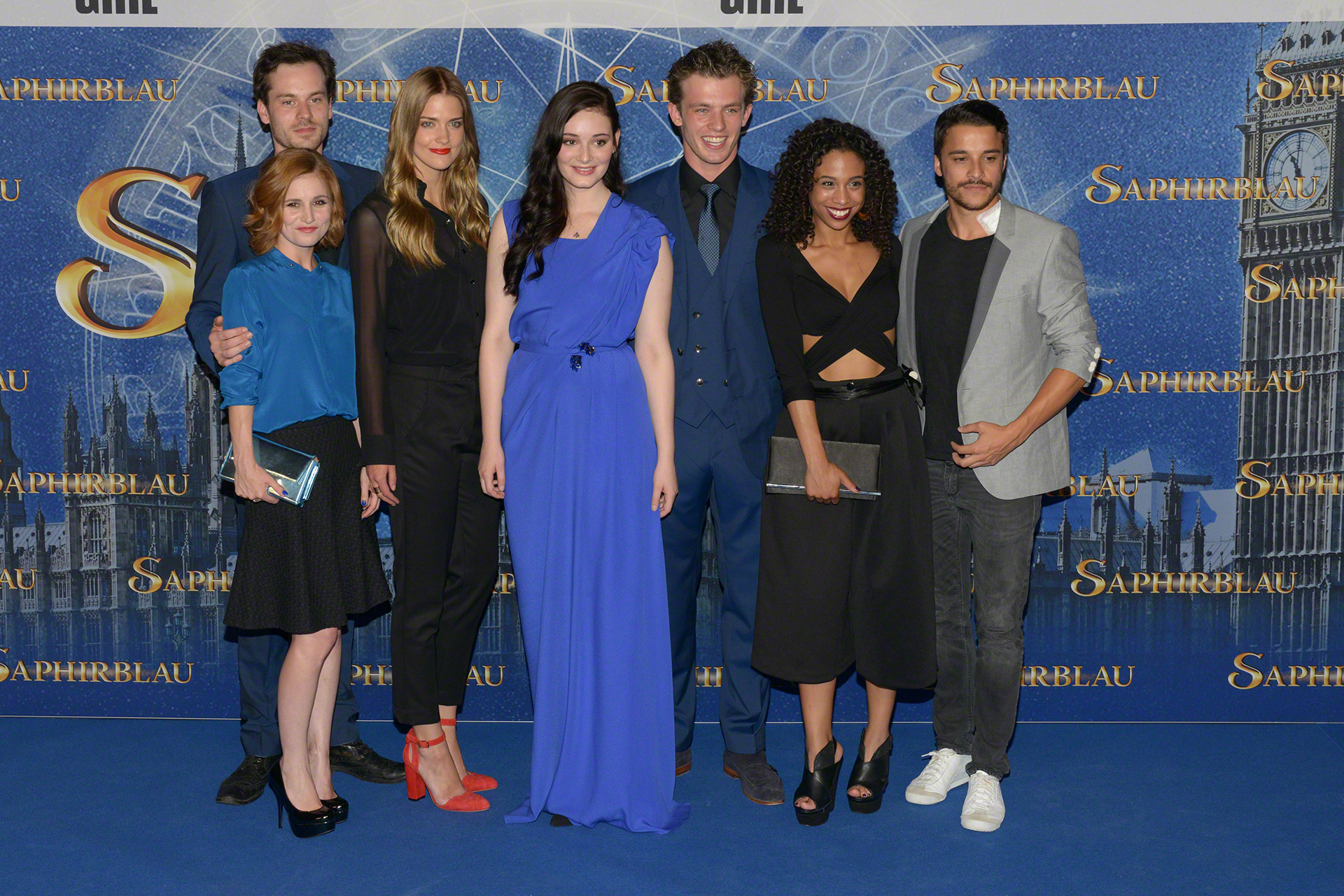
Актёрский состав фильма на премьере.

«Таймлесс 2: Сапфировая книга» — полнометражный фильм, который вышел на экраны кинотеатров России 25 сентября 2014 года. Фантастический фильм по мотивам одноимённого романа Керстин Гир «Таймлесс. Сапфировая Книга» и является продолжением «Таймлесс. Рубиновая Книга» (2013).

## Сюжет
Приключения юной Гвендолин Шеферд продолжаются. Она начинает все больше узнавать о тайнах мира путешественников во времени. Ей предстоит разгадать больше загадок и научиться быть светской леди для приемов в XVIII веке. Гвендолин узнает больше о своей семье, в первую очередь о её дедушке Лукасе. Также Гвендолин подозревает, что Гидеон скрывает что-то от неё, возможно, какую-то сокровенную страшную тайну… Но с появлением нового, слегка надоедливого друга Химериуса, девушке становится легче преодолевать все препятствия на пути.

## В ролях
| Роль              | Актёр (актриса)    | Русский дубляж    |
| ----------------- | ------------------ | ----------------- |
| Гвендолин Шеферд  | Мария Эрих         | Наталья Терешкова |
| Гидеон де Виллер  | Янис Нивёнер       | Сергей Смирнов    |
| Фальк де Виллер   | Уве Кокиш          |                   |
| Грейс Шеферд      | Вероника Феррес    | Елена Харитонова  |
| бабушка Мэдди     | Катарина Тальбах   |                   |
| Шарлотта Монтроуз | Лаура Берлин       |                   |
| Поль де Виллер    | Флориан Бартоломай |                   |
| Люси Монтроуз     | Йозефина Пройс     |                   |
| доктор Уайт       | Готфрид Йон        |                   |
| Джеймс            | Костя Ульман       | Даниил Щебланов   |
| Лесли Хэй         | Дженнифер Лотси    | Дарья Фролова     |
| Рафаэль де Виллер | Лион Вазчик        |                   |

## Производство

### Разработка
После завершения первого фильма вскоре стало известно, что будут снимать продолжение. Официального подтверждения этой информации долго не было, но в сентябре было объявлено, что съемки продолжения романа начнутся в октябре. В главных ролях так и остались Мария Эрих и Янис Нивёнер. Так же к касту присоединился Лион Вазчик, который исполнил роль Рафаэля.

### Съемки
Аахен снова стал историческим Лондоном, там съёмки прошли с 16 ноября по 1 декабря 2013. Закусочная на Франштрассе иногда превращалась в кафе 1955 года, там Гвендолин пила кофе со своим молодым дедушкой. Церковь в кафедральном соборе святого Корнелиуса снова стала ареной скачков во времени главных героев, сцены в Лондоне 1782 года были отсняты в Штольберге. Последние съёмочные дни прошли в Кёльнском городском лесу, который был использован как Гайд-парк.

### Кинопремьеры
Премьеры фильма прошли в Германии: 11 августа в Кёльне, 12 августа в Мюнхене. После премьер состоялся кинотур по городам Германии.

### Саундтрек
Композитором к саундтреку стал Филипп Кёльмель.
1. Backstreet Boys — Show 'Em (What You’re Made Of)
2. 3OH!3 — We Are Young
3. Epic Rock — Love and War
4. Iameve — Everlasting Life
5. Maria Ehrich ft. Jannis Niewohner — The Time Warp
6. Iameve — Hollow Inside
7. Nick Howard — Unbreakable
8. Tommy Leonard — Timeless
9. Staatskapelle Weimar — Ruby Red Suite
10. Staatskapelle Weimar — Sapphire Blue
11. Staatskapelle Weimar — Water Lilies
12. Staatskapelle Weimar — Journey Through Time
13. Staatskapelle Weimar — Les Indes Galantes Menuet I & II
14. Staatskapelle Weimar — Greensleeves
15. Staatskapelle Weimar — Conspiracy
16. Staatskapelle Weimar — Where You Belong
17. Staatskapelle Weimar — Xemerius
18. Staatskapelle Weimar — Time Of Crisis
19. Staatskapelle Weimar — Secret Society
20. Cardiac — Dark Matter Girl
21. Vladimir Horowitz — Von Fremden Ländern Und Menschen
22. Philipp F. Kölmel — Finding Love
23. Siri Svegler — Coming Up Roses
24. Siri Svegler — Paperdoll Dress
25. Cardiac — My Blood Is Rising

## Награды и номинации
| Награды и номинации | Награды и номинации | Награды и номинации     | Награды и номинации | Награды и номинации |
| Награда             | Год                 | Категория               | Номинант            | Результат           |
| ------------------- | ------------------- | ----------------------- | ------------------- | ------------------- |
| Jupiter Award       | 2015                | Лучшая немецкая актриса | Мария Эрих          | Победа              |
| Goldene Kamera      | 2015                | Лучший дебют            | Мария Эрих          | Победа              |